# Livno Airport Stipe Krišto
Livno Airport Stipe Krišto är en flygplats i Bosnien och Hercegovina. Den ligger i den sydvästra delen av landet, 110 km väster om huvudstaden Sarajevo. Livno Airport Stipe Krišto ligger 724 meter över havet.